# Хюруп
Хюруп (нем. Hürup) — община в Германии, в земле Шлезвиг-Гольштейн. 
Входит в состав района Шлезвиг-Фленсбург. Подчиняется управлению Хюруп.  Население составляет 1152 человека (на 31 декабря 2010 года). Занимает площадь 16,19 км².